# موريس ومارالين بيلي
كان موريس ومارالين بيلي زوجين بريطانيين نجو في عام 1973 لمدة 117 يومًا ثالثًا على طوف مطاطي في المحيط الهادئ قبل أن يتم إنقاذهما.
ولدت مارلين بيلي مارلين هاريسون في 24 أبريل 1941 في نوتنغهام، إنجلترا، تزوج مارلين وموريس عام 1963.

## 117 يوما متجول
تُعرف قصة بقائهم على قيد الحياة بـ 117 يومًا على الرغم من كون المدة أطول في الواقع لأن التقارير الإخبارية الأولية كانت خاطئة وتقرر الاحتفاظ بهذا الاسم للتناسق.
بدأت رحلة بايليس عندما غادروا ساوثهامبتون، إنجلترا، في يخت أورالين الذي يبلغ طوله 31 قدمًا (9.4 متر)، وجهتهم المقصودة كانت نيوزيلندا، مروا بأمان عبر قناة بنما في فبراير وكانوا في طريقهم إلى جزر غالاباغوس، في فجر يوم 4 مارس 1973، وأصيب يختهم من قبل الحوت بأضرار بالغة، بعد نقل بعض الإمدادات إلى طوف الحياة المتضخمة والقوارب الشراعية وإنقاذ بعض المواد الغذائية والبوصلة وغيرها من الإمدادات، راقب البايليون كما اختفى أورالين تحت الأمواج، للبقاء على قيد الحياة، قاموا بتجميع مياه الأمطار وعندما نفدت الإمدادات الغذائية الضئيلة، بدأوا في تناول الكائنات البحرية مثل السلاحف والطيور البحرية والأسماك التي يتم صيدها باليد أو باستخدام دبابيس الأمان على شكل خطافات، أثناء انجرافهم في المحيط الهادئ المفتوح، رأى الزوجان سبع سفن مختلفة، لكنهم لم يتمكنوا من جذب انتباه هذه السفن منذ فشل مشاعل إشاراتهم ولم تحتوي مجموعة الطوارئ الخاصة بهم على مرآة للإشارات، بدأت طوف حياتهم في التفكك وتطلب إعادة تعمير متكررة، قرأوا ولعبوا ألعاب الورق في وقت مبكر من محنتهم، لكن في وقت لاحق عانى البايليس بشكل كبير من سوء التغذية والقروح الناجم عن الاحتكاك، والأخير يزداد سوءًا بسبب الظروف الرطبة في الطوف، واجهوا أسماك القرش والدلافين واضطروا إلى تحمل العديد من العواصف الشديدة.
بعد السفر على بعد حوالي 1500 ميل (2400 كم)، تم إنقاذ السفينة بواسطة طاقم قارب الصيد الكوري الجنوبي ويولمي 306 في 30 يونيو 1973، اكتشف البحارة على متن السفينة الطوافة بعد مرورها في البداية، تم إحضار الزوجين على متنهما في حالة هزيلة، بعد أن فقدا حوالي 40 رطلاً (18 كجم) لكل منهما وبالكاد استطاعت أرجلهما دعم وزنهما، جلبهم ويولمي 306 إلى هونولولو، هاواي.

## بعد
عاد البليون إلى إنجلترا وكتبوا تقريراً عن محنتهم بعنوان 117 يومًا على قيد الحياة (نُشرت تحت عنوان «البقاء على قيد الحياة!» في الولايات المتحدة) ، والتي نشرها في عام 1974 أدلارد كولز بحري، في العام التالي، عادوا إلى البحر في يختهم الجديد، أورلاين الثاني.
توفيت مارلين بيلي في عام 2002 عن عمر يناهز 61 عامًا، توفي موريس بيلي في ديسمبر 2017.